# Historia Żydów w Tuliszkowie
| Rok  | Ludność | Żydzi | %      |
| ---- | ------- | ----- | ------ |
| 1808 | 604     | 16    | 2,65%  |
| 1827 | 926     | 51    | 5,51%  |
| 1857 | 1099    | 83    | 7,55%  |
| 1897 | 1794    | 200   | 11,15% |
| 1921 | 2358    | 260   | 11,03% |

Historia Żydów w Tuliszkowie – Żydzi osiedlili się w Tuliszkowie na początku XIX wieku, wcześniej miasto było objęte przywilejem zakazującym Żydom osadnictwa. Niedługo po ich przybyciu założony został cmentarz i wzniesiona synagoga. Poza nią w mieście funkcjonowało kilka chasydzkich domów modlitwy. Ludność żydowska zajmowała się głównie handlem, rzemiosłem i rolnictwem.
Wspierali oni powstanie w 1863 roku, a niektórzy brali w nim udział. Powstaniec Jakow Mosze Skowron skazany został przez Rosjan na powieszenie, ale darowano mu życie na prośbę duchowieństwa katolickiego.
W dwudziestoleciu międzywojennym sytuacja lokalnej społeczności żydowskiej pogorszyła się w związku z kryzysem gospodarczym i nasileniem antysemityzmu. Wielu wtedy opuściło miasteczko, emigrując głównie do większych miast.
Od roku 1920 rabinem był Joel Fox. Był także członkiem syjonistycznego stowarzyszenia Mizrachi.
W roku 1921 w Tuliszkowie mieszkało 260 Żydów, a we wrześniu 1939 roku już tylko 230 osób tej narodowości.
W grudniu 1939 roku lub styczniu roku 1940 utworzono getto żydowskie. Zostało zlikwidowane w październiku 1941 roku, po ponad roku działania, a ludność żydowską przesiedlono do getta w Czachulcu, skąd prawie wszyscy trafili do ośrodka zagłady w Chełmnie nad Nerem.

## Synagoga
Niewielki budynek przy ulicy 1 Maja. W czasie wojny Niemcy przebudowali ją na cele biurowe urząd pracy, zaś po wojnie na mieszkania.

## Cmentarz
Pozostałości cmentarza żydowskiego znajdują się przy utwardzonej drodze do wsi Krępa, w odległości około kilometra od kościoła. W czasie wojny całkowicie zniszczony, brak nagrobków, obecnie las.